# Togodumnus
Togodumnus (mort 43 ap. J.-C. ?) est un roi  des Catuvellauni à l'époque de la conquête romaine de la Grande-Bretagne. Il peut probablement être identifié avec le roi légendaire Guiderius de Historia regum Britanniae de Geoffroy de Monmouth. On considère habituellement qu'il prend la tête avec son frère de la résistance des Bretons face aux Romains mais qu'il est tué dès le début de la campagne. Toutefois, des  spécialistes estiment désormais qu'il se range du côté des Romains et qu'il est la même personne que le roi client Tiberius Claudius Cogidubnus, dont le nom original devait être Togidubnus ou Togodumnus.

## Carrière
Togodumnus est uniquement connu grâce à l'Histoire romaine de  Dion Cassius, selon laquelle il est un fils de  Cunobelinos. Il succède probablement à son père comme roi des Catuvellauni, dont le royaume dominait du sud-est de l'île de Bretagne à cette époque. Leur territoire contrôlait les domaines de plusieurs autres nations, dont ceux de leurs voisins les Trinovantes, et peut-être aussi les Dobunni plus à l'ouest. Il avait deux frères connus, Adminius et Caratacus. À la fin du règne de Cunobelinos, Adminius avait obtenu le contrôle des Cantiaci du Kent, mais chassé de la Bretagne en 40, il cherche refuge auprès de l'empereur romain Caligula. Ce dernier prépare un plan d'une invasion de la Bretagne, mais il abandonne son projet à la dernière minute.
En considérant la répartition des pièces de monnaie il apparaît que Caratacus, suivant l'exemple de son oncle Epaticcos, avait conquis les Atrébates, principaux rivaux des Catuvellauni, au début de la décennie 40. Le roi des Atrébates, Verica, se réfugie à Rome et donne ainsi un prétexte au nouvel empereur, Claude, pour entreprendre la conquête de la Bretagne en 43.

## Mort
Selon le récit de Dion, Togodumnus est le premier chef de la résistance aux côtés de Caratacus, mais il est tué après la bataille près de la Tamise. Le commandant romain Aulus Plautius traverse le fleuve et envoie un message à Claude lui demandant de se joindre à lui pour la progression finale vers la capitale des Catuvellauni, Camulodunum (Colchester). Dion indique que par leur féroce résistance les Bretons voulaient venger Togodumnus, et que Plautius doit demander l'aide de l'empereur pour terminer la conquête; Toutefois, comme Claude n'est un empereur guerrier qui ne séjourne pas plus de seize jours en Bretagne et il est probable que les Britanniques n'étaient pas encore vaincus. Le commandement passe à Caratacus, qui reprend le combat contre l'occupation romaine et demeure indépendant jusqu'en 51.

## Togodumnus et Togidubnus
Tacite évoque un roi qui règne sur plusieurs territoires comme fidèle allié des Romains à la fin du Ier siècle, nommé Cogidumnus dans plusieurs  manuscrits mais Togidumnus dans un. Une inscription endommagée, le nommant «...gidubnus», le place à Chichester. La similitude des noms a conduit certains dont Barry Cunliffe de l'université d'Oxford, à avancer qu'il s'agissait du même homme. John Hind propose que Dion a commis une erreur en écrivant que  Togodumnus meurt après la bataille de la Tamise : car le mot grec « φθαρεντὸς », c'est-à-dire « péri », doit être une mauvaise interprétation de Dion du mot latin plus ambigu, amisso, signifiant « disparu », utilisé dans une de ses hypothétiques sources. En fait, Togodumnus est défait plus que tué, et les Bretons cherchent à prendre leur revanche plutôt qu'à venger sa mort. Il en vient à proposer qu'ensuite Togodumnus, s'étant soumis aux Romains, est nommé par eux « roi ami » des territoires  des Regnenses, Atrébates, Belgae et Dobunni, devenant ainsi le roi fidèle évoqué par Tacite.